# Sobre la doctrina tradicional del arte
Sobre la doctrina tradicional del arte es uno de los más célebres trabajos de Ananda Coomaraswamy. Publicado por primera vez por la New Orient Society of America en 1938, viene a suponer uno de los pilares claves a la hora de afrontar el acercamiento a la obra de arte oriental.

## Análisis
Su punto de partida se encuentra en la metafísica de René Guenón y en la premisa que el arte tradicional (religioso-sagrado) es inaprensible sin un conocimiento previo de su dimensión religiosa, espiritual o metafísica. En esta obra, así como en aquellas pertenecientes a la década de los 30, podemos encontrar como eje vertebral tres conceptos fundamentales: la metafísica, traducida como Philosophia Perennis, a través de la cual introduce la distinción, en el marco de una cultura tradicional, de los conceptos arte sagrado y arte tradicional. La religión, entendida como sanâtana dharma, verdadera auto-comprensión del hinduismo. Y, finalmente, la espiritualidad, presentada según las doctrinas de Sri Ramakrishna o del yoga integral de Sri Aurobindo.
Toda esta terminología, en principio confusa para los estudios sobre arte occidentales, no es más que el intento reiterado de Coomaraswamy por desterrar la incomprensión y los prejuicios que los occidentales presentan ante el arte oriental y que detectamos desde las primeras décadas del siglo XIX con los escritos de Hegel.
Para Coomaraswamy, el arte oriental es genéricamente diferente a cualquier otra forma de arte. Mientras que en occidente este ha sido presentado generalmente descontextualizado y su concepción ha respondido en ocasiones al simple deleite estético, la obra asiática nunca se hizo más que para ser usada, ni para ser mostrada en otro lugar que aquel al que estaba destinada. El concepto de artista oriental es enfrentado al occidental desde la premisa que presenta a los primeros iguales al resto de los hombres salvo por la posesión del conocimiento técnico que le permite la creación: la concepción de una obra no es producto de la inspiración o un producto de una sabiduría especial y reservada, sino que es parte de todos los hombres así como lo podía ser en el mundo platónico: las artes podían ser practicadas por cualquiera. En occidente, por el contrario, el artista siempre es poseedor del genio, de su vinculación directa con un mundo supraordinario del que procede su inspiración.
Todas aquellas variaciones que pueden corresponderse con variaciones estilísticas para el artífice oriental, no son fruto de la interpretación personal de quien ejecuta la obra, sino que vienen a representar las diferentes formas en que uno puede acercarse a una misma idea estética común a todos. Por tanto, su estilo, no es el fin en sí mismo de la obra, sino un mero accidente acaecido en el transcurso y consecución de la misma. El tema es el objetivo, la razón de ser la creación. Esta premisa es una de las diferencias más sustanciales que Coomaraswamy establece entre ambos mundos y uno de los aspectos fundamentales para la aproximación a este arte: el deleite estético es una interferencia fruto de la ignorancia que nos oculta el verdadero sentido del mismo, su «significado». Es por esto que sale a colación una fórmula recurrente en sus últimos trabajos, la del fetichismo estético occidental: «colores y sonidos agradables» enturbian la verdadera percepción. El conocimiento de la estética escolástica sería suficiente conocimiento para poder afrontar con éxito el reto que presenta la obra de arte oriental.
Cuando se defiende que la obra de arte está destinada, externamente, para un uso e, internamente, para deleite de la razón, se señalan dos de los aspectos centrales de la obra de arte según Coomaraswamy: utilidad y goce intelectual. Con respecto al segundo, Coomaraswamy reitera que hay que separar dicho concepto del placer sensual (entendido como aquel que provienen de los sentidos): la falta de conocimiento sobre el uso y lugar que fueron simiente (y no destino) de la obra de arte es premisa imprescindible para la comprensión total de la misma. Y conocer no es observar.
La observación ignorante, empieza y acaba con la ignorancia; solo puede conocerse lo expresado cuando uno mismo participa de su simiente: «El problema de nuestra educación en arte asiático se traslada, pues, del campo inmediato del arte, al de la cultura general (…)». Coomaraswamy se ve obligado a replantear el concepto de belleza, y devolver su definición a los tiempos de Santo Tomás encontrando en la misma la original correspondencia entre formalidad y orden. Con esta concepción de la Belleza ideal, Coomaraswamy traduce la célebre definición que da del arte el Sâhitya Darpana I, 3: «Vakyam rasâtmakam kâvyam», como «El arte es expresión informada por la Belleza ideal».
Usando todas estas herramientas ontológicas, concluye expresando cómo las más humildes necesidades y actos de la vida pueden referirse a actos trascendentales: el Arte asiático y otras artes similares presentan mucho más allá de lo que su plasticidad sugiere. Es nuestra opción la de quedarnos en su capa más superficial o bien adentrarnos hasta lo más profundo de las ideas a las que da forma.